# Лансопразол
Лансопразол — синтетичний препарат, що є похідним бензимідазолу, та належить до групи інгібіторів протонної помпи, що застосовується перорально та парентерально. Лансопразол уперше синтезований у Японії в 1988 році у лабораторії компанії «Takeda Pharmaceutical» та застосовується у клінічній практиці з 1991 року.

## Фармакологічні властивості
Лансопразол — синтетичний препарат, що є похідним бензимідазолу та належить до групи інгібіторів протонної помпи. За хімічним складом є рацематом двох енантіомерів — S-лансопразолу та R-лансопразолу (декслансопразолу), із яких активнішим є R-ізомер, який застосовується як самостійний лікарський препарат з 2009 року. Механізм дії препарату полягає в інгібуванні ферменту парієтальних клітин шлунку H+/K+ АТФази (який також називають протонною помпою), що призводить до блокування перенесення іонів водню із парієтальних клітин у порожнину шлунку та гальмування кінцевого етапу секреції соляної кислоти. Після введення в організм лансопразол накопичується в каналах обкладочних клітин шлунку, саме у просвіт яких заходять частини молекул протонної помпи, де виключно і відбувається взаємодія препарату із ферментом H+/K+ АТФазою виключно парієтальних клітин шлунку та не взаємодіє з H+/K+ АТФазами та H+/Na+ АТФазами інших тканин (епітелію жовчевих шляхів, гематоенцефалічного бар'єру, кишкового епітелію, епітелію рогівки та м'язів, остеокластів та клітин імунної системи). Найвища ефективність лансопразолу спостерігається при показнику pH шлункового соку не вище 4, і при застосуванні лансопразолу цей показник утримується більш тривало, ніж при застосуванні омепразолу та пантопразолу. Лансопразол пригнічує секрецію соляної кислоти парієтальними клітинами слизової оболонки шлунку; у тому числі як спонтанну (базальну), так і стимульовану гістаміном, гастрином та ацетилхоліном. Оскільки застосування лансопразолу знижує рівень кислотності шлунку, то це призводить до стимуляції вироблення гастрину. Лансопразол має власну активність проти Helicobacter pylori, використовується у схемах ерадикації цього мікроорганізму, та має власні гастропротекторні властивості. Активація лансопразолу у кислому середовищі шлунку відбувається швидше, чим активація інших інгібіторів протонної помпи. Але лансопразол має найкоротший серед усіх блокаторів протонної помпи час зв'язування із протонною помпою — лише 15 годин, що призводить до найшвидшого відновлення шлункової секреції після застосування даного препарату, тоді як у пантопразолу цей час становить 46 годин, а у рабепразолу та омепразолу — 30 годин. Лансопразол у меншому ступені, ніж омепразол, взаємодіє із системою цитохрому Р-450, і не рекомендований до застосування лише із атазанавіром. При застосуванні лансопразолу в дозі 30 мг/добу протягом 4 тижнів спостерігається заживлення виразки дванадцятипалої кишки у 90—95% хворих, при застосуванні протягом 8 тижнів аналогічної дози препарату при виразці шлунку заживлення виразки спостерігається у 80—97% хворих. Лансопразол також ефективний при застосуванні з профілактичною метою для попередження повторних шлунково-кишкових кровотеч у хворих виразковою хворобою шлунку та дванадцятипалої кишки, які були ускладнені кровотечею. Висока ефективність лансопразолу спостерігається при застосуванні даного препарату і при гастроезофагальній рефлюксній хворобі. Згідно експериментальних даних, лансопразол може бути ефективним засобом для лікування мультирезистентного туберкульозу. При тривалому застосуванні лансопразолу спостерігається збільшення кількості хромафінних клітин у слизовій оболонці шлунку. У 2010 році FDA випустило бюлетень із попередженням про підвищений ризик переломів стегна, зап'ястя та хребта при тривалому (більше 1 року) або при застосуванні у високих дозах препаратів із групи блокаторів протонної помпи (у тому числі лансопразолу, а також омепразолу, пантопразолу, рабепразолу, езомепразолу та декслансопразолу).

### Фармакокінетика
Лансопразол швидко та повністю всмоктується при прийомі всередину, біодоступність препарату складає в середньому 85% при пероральному застосуванні (максимальна біодоступність препарату — до 91%). Максимальна концентрація лансопразолу в крові досягається протягом 1,5—2,2 годин. Лансопразол майже повністю (на 97%) зв'язується з білками плазми крові. Лансопразол всмоктується у слизовій оболонці тонкого кишечника, та накопичується у парієтальних клітинах шлунку. Після всмоктування лансопразол перетворюється у активну форму — сульфенамід, та, на відміну від більшості інших препаратів групи інгібіторів протонної помпи, зв'язується із двома молекулами цистеїну протонної помпи, що забезпечує більш стійкий зв'язок із ферментом H+/K+ АТФазою. У інших тканинах лансопразол не створює високих концентрацій, погано проходить через гематоенцефалічний бар'єр, може проходити через плацентарний бар'єр та виділятися у грудне молоко. Метаболізується лансопразол у печінці із утворенням кількох неактивних метаболітів. Виводиться препарат із організму переважно із фекаліями (80%), частково із сечею (20%). Період напіввиведення препарату становить в середньому 1,3 години, у літніх людей цей показник зростає до 1,9—2,9 годин, при печінковій недостатності період напіввиведення лансопразолу збільшується до 3,2—7,2 годин, а при нирковій недостатності період напіввиведення дещо вкорочується.

## Показання до застосування
Лансопразол застосовується при виразковій хворобі шлунку та дванадцятипалої кишки, синдромі Золлінгера-Еллісона, гастроезофагеальній рефлюксній хворобі та рефлюкс-езофагіті, у схемах ерадикації Helicobacter pylori. Лансопразол застосовується також для профілактики та лікування медикаментозних уражень шлунку та дванадцятипалої кишки, спричинених нестероїдними протизапальними препаратами.

## Побічна дія
При проведенні спостережень у Нідерландах виявлено, що при застосуванні лансопразолу побічні ефекти виникають в середньому у 17,4% пацієнтів при тривалому застосуванні. Найчастішими побічними ефектами при застосуванні препарату були діарея (3,7% випадків застосування), головний біль (2,5%), нудота (2,2%), шкірні реакції (2,0%), головокружіння (1,8%). Також при застосуванні препарату можуть спостерігатися наступні побічні ефекти:
- Алергічні реакції та з боку шкірних покривів — рідко кашель, фарингіт, риніт, грипоподібний синдром, часті інфекції верхніх дихальних шляхів, алопеція, фотодерматит, висипання на шкірі, багатоформна еритема.
- З боку травної системи — нечасто (0,1—1%) зниження або підвищення апетиту, біль у животі; рідко запор, загострення неспецифічного виразкового коліту, кандидоз органів травної системи.
- З боку нервової системи — рідко (0,01—0,1%) загальна слабість, сонливість, депресія, тривога.
- Зміни в лабораторних аналізах — рідко спостерігаються анемія, тромбоцитопенія, підвищення активності амінотрансфераз та лужної фосфатази в крові, підвищення рівня білірубіну в крові.

## Протипокази
Протипоказами до застосування лансопразолу є підвищена чутливість до препарату, вагітність та годування грудьми, злоякісні пухлини травної системи. З обережністю лансопразол застосовується при порушеннях функції печінки та в дитячому віці. В Україні лансопразол не рекомендований для застосування у дитячому віці.

## Форми випуску
Лансопразол випускається у вигляді капсул по 0,015 та 0,03 г. Сучасною формою випуску препарату є желатинові капсули із мікрогранулами лансопразолу (пелетами), які випускаються по 30 мг препарату в капсулі. У ряді країн зареєстрована також форма випуску лансопразолу для внутрішньовенного застосування. Лансопразол разом із тинідазолом та кларитроміцином входить до складу комбінованого препарату «Клатінол».